# Gastrallus kocheri
Gastrallus kocheri is een keversoort uit de familie klopkevers (Ptinidae, voorheen Anobiidae). De wetenschappelijke naam van de soort is voor het eerst geldig gepubliceerd in 1963 door Español.